# Handlesberg
Handlesberg är ett berg i Österrike.   Det ligger i distriktet Neunkirchen och förbundslandet Niederösterreich, i den östra delen av landet, 60 km sydväst om huvudstaden Wien. Toppen på Handlesberg är 1 370 meter över havet, eller 603 meter över den omgivande terrängen. Bredden vid basen är 24,6 km.
Terrängen runt Handlesberg är kuperad åt nordväst, men åt sydost är den bergig. Runt Handlesberg är det ganska tätbefolkat, med 75 invånare per kvadratkilometer.. Närmaste större samhälle är Reichenau an der Rax, 15,9 km sydost om Handlesberg. 
I omgivningarna runt Handlesberg växer i huvudsak blandskog.